# Siebeneichen (Szlezwik-Holsztyn)
Siebeneichen – gmina w Niemczech w kraju związkowym Szlezwik-Holsztyn, w powiecie Herzogtum Lauenburg, wchodzi w skład urzędu Büchen.